# سده (خنج)
سده (خنج)، روستایی از توابع بخش مرکزی شهرستان خنج در استان فارس ایران است. قدمت تاریخی سده به دوران هخامنشیان بازمی‌گردد و تعداد زیادی آثار هخامنشی مانند قلعه، قنات سنگی و همچنین آثار زیادی از دوران ساسانیان و اشکانیان و … می‌باشد.
روستایی با آب و هوایی خشک و بیابانی و دشت‌های سر سبز با درختان نخل که در خود جای داده است.

## جمعیت
براساس سرشماری مرکز آمار ایران در سال ۱۳۹۵، جمعیت آن ۲۱۳۷ نفر (۵۸۴خانوار) بوده است که از این میان ۱۰۰۸ نفر مرد و ۱۱۲۹ نفر زن بوده‌اند.
مردم شهر سده به زبان اچمی صحبت می‌کنند و دین مردم سده اسلام اهل سنت شافعی است.

## آثار تاریخی
شهر بازار که همان بازار قدیم است /
تنگ بیخویه /
برج دیده‌بانی در میانه سده به نام (کوزه)/
قلعه پیر/
قلعه قلات گربه/
و دارای دو زیارتگاه ساسانی به نام پیر خدابین و پیرآگاه/
در جنوب روستا قلعه شاه‌نشین و در شرق روستا قلعه و شهر باستانی دروازه با قدمتی ۲۰۰۰ ساله/
آسیاب آبی تنگ بیخویه/
گوردخمه چله خانه در شمال روستا /
درخت کنار (سدر) خواجه خدر (خضر نبی)
و دارای چندین درخت گز شاهی با قطر ۸ متر/قلعه ساسانی سه کلات (قلات) که چاه معروف دولاب بر روی آن واقع شده است/و قبرستان باستانی واقع در روستا /
و دارای تعداد زیادی آب انبار به جا مانده از دوران باستان که چه در روستا و چه در روی کوه‌های اطراف هنوز قابل استفاده می‌باشد و دو تا از معروفترین این آب انبارها به نام استون سیاه (سنگ سیاه) و برکه هوکشو است.